# Leiocephalus lunatus
Leiocephalus lunatus är en ödleart som beskrevs av Cochran 1934. Leiocephalus lunatus ingår i släktet rullsvansleguaner och familjen Tropiduridae.
Arten förekommer på Hispaniola samt på de mindre öarna Isla Saona och Isla Catalina. Honor lägger ägg.

## Underarter
Arten delas in i följande underarter:
- L. l. lunatus
- L. l. arenicolor
- L. l. lewisi
- L. l. louisae
- L. l. melaenoscelis
- L. l. thomasi